# Капрая-Ізола
Капрая-Ізола (італ. Capraia Isola) — муніципалітет в Італії, у регіоні Тоскана, провінція Ліворно.
Капрая-Ізола розташована на відстані близько 260 км на північний захід від Рима, 140 км на південний захід від Флоренції, 70 км на південний захід від Ліворно.

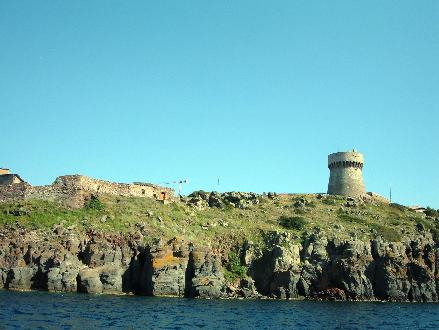

Населення — 416 осіб (2014). Щорічний фестиваль відбувається 6 грудня. Покровитель — святий Миколай.

## Географія
Знаходиться на острові Капрая (італ. Capraia, лат. Capraria, від capra — козел) — одному з островів Тосканського архіпелагу. Площа острова 19 км² Знаходиться на відстані 30 км на схід від північного краю острова Корсика; за 32 км вівнічно-західніше острова Ельба. За походженням вулканічний острів, найвища точка — 447 м. Капрая — третій за величиною острів у Тосканському архіпелазі і найзахідніший з островів архіпелагу.

## Історія
В 1527 році острів перейшов під владу Генуї і був добре укріплений. В 1796 році ненадовго був окупований англійським адміралом Гораціо Нельсоном.
Пізніше на острові знаходилась сьльськогосподарська штрафна колонія, зачинена в 1986 році. Більша частина території острова включена в Національний парк Тосканського архіпелагу.

## Економіка
Виробництво вина, добуток анчоусів.

## Визначні пам'ятки
Замок Сан-Джорджо (San Giorgio, 15 ст), церква Сан-Нікола (San Nicola).

## Демографія
Населення за роками:

Станом на 1 січня 2023 року в муніципалітеті офіційно проживали 32 іноземці з 5 країн, серед них 29 громадян країн Євросоюзу.